# Rivière de la Baie des Rochers
Pour les articles homonymes, voir Rocher.
La rivière de la Baie des Rochers est un affluent de la rive nord-ouest du fleuve Saint-Laurent, coulant dans la ville de Saint-Siméon, dans la municipalité régionale de comté (MRC) de Charlevoix-Est, dans la région administrative de la Capitale-Nationale, au Québec, au Canada. Le cours de cette rivière passe au village de Baie-des-Rochers avant d'aller se jeter dans la baie des Rochers, dans le Saint-Laurent.
Cette petite vallée est desservie par la rue des Tours et la rue de la Chapelle ; ces deux routes se relient ensemble à la route 138 qui longe le littoral Nord-Ouest du fleuve Saint-Laurent et enjambe la rivière de la Baie des Rochers au village de Baie-des-Rochers.
La foresterie constitue la principale activité économique du secteur ; les activités récréotouristiques (notamment la villégiature et les activités touristiques), en second.
La surface de ce cours d’eau est généralement gelée de la mi-décembre à la fin-mars. Néanmoins, la circulation sécuritaire sur la glace est généralement de la fin décembre à la mi-mars.

## Géographie
Les principaux bassins versants voisins de la rivière de la Baie des Rochers sont :
- Côté nord : rivière Saguenay ;
- Côté est : baie des Rochers, fleuve Saint-Laurent ;
- Côté sud : rivière du Port aux Quilles, rivière Noire, rivière du Port au Persil, rivière du Port au Saumon ;
- Côté ouest : rivière Petit Saguenay, rivière Deschênes[2].

La rivière de la Baie des Rochers prend sa source à l'embouchure du lac de la Baie aux Rochers (altitude : 200 m) en zone forestière. Aux abords de ce lac, la villégiature est établie autour de la baie du sud-est, à cause du route secondaire qui dessert cette zone. À partir de l'embouchure du lac du Port aux Quilles, le cours de la rivière du Port aux Quilles descend en parcourant 9,9 km selon les segments suivants :
- 2,4 km vers le nord notamment en traversant le lac Long (longueur : 2,1 km ; altitude : 184 m) sur sa pleine longueur, jusqu'à son embouchure ;
- 1,3 km vers l'est notamment en traversant le lac de l'Écluse (longueur : 0,7 km ; altitude : 129 m) et le lac à la Carpe, jusqu'à l'embouchure de ce dernier. Note : le lac de l'Écluse recueille par le nord les eaux du Petit lac Emmuraillé et du Petit lac à Bec Croche ;
- 2,3 km vers l'est en passant sous les fils à haute-tension d'Hydro-Québec et en recueillant la décharge du lac à Pitre, jusqu'au pont de la route 138 au village de la Baie-des-Rochers ;
- 3,9 km vers l'est en recueillant la décharge (venant du nord du lac Gervais) et en traversant une zone de rapides et de cascades en fin de parcours, jusqu’au fond de la Baie des Rochers laquelle est ouverte sur l'estuaire du Saint-Laurent[2].

## Toponymie
Ce toponyme fait référence aux rochers tout autour de la baie et sur Île de la Baie des Rochers est située au milieu de la baie.
Le toponyme Rivière de la Baie des Rochers a été officialisé le 5 décembre 1968 à la Banque des noms de lieux de la Commission de toponymie du Québec.